# Кумаравель, Морис
Морис Кумаравель (англ. Maurice Coomarawel, 16 апреля 1940 — 22 июля 2008, Австралия) — цейлонский велогонщик, выступавший на шоссе и треке. Участник летних Олимпийских игр 1960 года.

## Биография
Морис Кумаравель родился 16 апреля 1940 года.
Выступал в соревнованиях по велоспорту за клуб «Уингд Уил» из Коломбо. Неоднократно выигрывал чемпионаты Цейлона как на шоссе, так и на треке.
Перед началом 1960 года стал наставником своего партнёра по шоссейной сборной Тревора Де Сильва.
В 1960 году вошёл в состав сборной Цейлона на летних Олимпийских играх в Риме. В шоссейной групповой гонке на 175,4 км не смог финишировать, как и ещё 66 из 142 стартовавших участников.
Пять раз выигрывал шоссейную велогонку «Тур Цейлона», в том числе был её первым победителем в 1960 году.
Кумаравель остаётся единственным велогонщиком из Шри-Ланки, выступавшим на Олимпийских играх.
Работал в центральном транспортном управлении, служил в Военно-воздушных силах Шри-Ланки. Впоследствии эмигрировал в Австралию.
Умер 22 июля 2008 года в Австралии.